# 玉山円峰
玉山円峰（ぎょくざんえんみね）は、台湾高雄市桃源区にある標高3,752mの山。玉山主峰と玉山南峰のほぼ中間の玉山山脈に位置し、玉山群峰の一峰である。円峰（えんみね）ともいう。

## 概要
玉山円峰の山頂付近に円峰避難小屋（中国語では「圓峰山屋」）があり、良い休憩場所になっている。標高3,640m地点にある。